# Ljudmila Jewgenjewna Ulizkaja

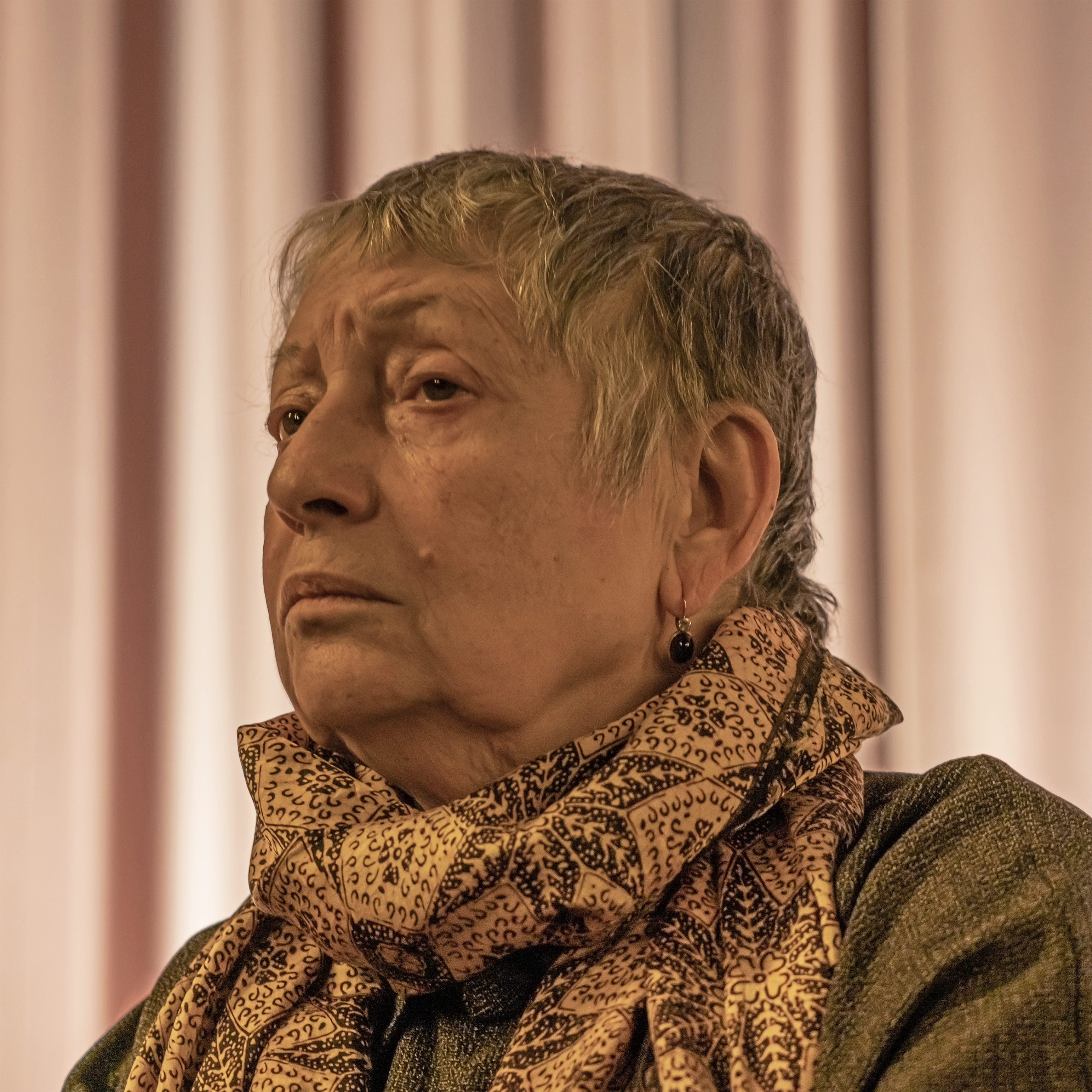
Ljudmila Ulizkaja (2023)

Ljudmila Jewgenjewna Ulizkaja (russisch Людмила Евгеньевна Улицкая, wiss. Transliteration Ljudmila Evgen’evna Ulickaja, in Deutschland auch in der Schreibung Ulitzkaja; * 21. Februar 1943 in Dawlekanowo, Baschkirische ASSR, Russische SFSR, Sowjetunion) ist eine russische Schriftstellerin, die russische und jüdische Erzähltradition mit moderner Erzählkunst zusammenführt. Sie engagiert sich in der Opposition gegen Präsident Wladimir Putin.

## Leben
Ljudmila Ulizkaja wuchs ab Ende 1943 in Moskau in einer jüdischen Familie auf. Sie absolvierte ein Biologiestudium an der Lomonossow-Universität mit einem Abschluss in Genetik und arbeitete von 1967 bis 1970 als Genetikerin am Institut für Genetik der Akademie der Wissenschaften der UdSSR in Moskau, wurde aber wegen der illegalen Abschrift und Verbreitung von Samisdat-Literatur entlassen. Danach war sie zwei Jahre am Jüdischen Kammermusiktheater als literarische Beraterin tätig, bevor sie sich als freischaffende Autorin und Publizistin etablieren konnte. 1983 wurde ihr erster Erzählband im Staatlichen Kinderbuchverlag veröffentlicht. Mit der Veröffentlichung von Sonetschka (1992) wurde Ljudmila Ulizkaja als Prosaautorin entdeckt; im selben Jahr erschien auch ihre erste Erzählung in Deutschland, wo ihr Werk vor allem in Fernsehsendungen von Elke Heidenreich einem breiteren Publikum bekannt gemacht wurde. Ljudmila Ulizkajas Bücher sind in 17 Sprachen übersetzt worden.

Im Jahr 2012 war sie an den Protesten gegen Präsident Putin beteiligt. Im Jahr 2014 beklagte sie die „beispiellose Manipulation“ der Öffentlichkeit durch die Propaganda, deren Lügen alle Rekorde brächen.

„Mein Land krankt an aggressiver Unbildung, Nationalismus und imperialer Grossmannssucht. Ich schäme mich für mein ungebildetes und aggressives Parlament, für meine aggressive und inkompetente Regierung, für die Staatsmänner an der Spitze, Möchtegern-Supermänner und Anhänger von Gewalt und Arglist, ich schäme mich für uns alle, für unser Volk, das seine moralische Orientierung verloren hat. Leb wohl, Europa, ich fürchte, wir werden nie zur europäischen Völkerfamilie gehören.“

Am 28. April 2016 wurde sie Opfer einer Seljonka-Attacke, ausgeführt von Mitgliedern der „Nationalen Befreiungsbewegung“. Ulizkaja meinte dazu, dass diese „armen, unglücklichen und manipulierten Idioten“ im Dienste des Kremls stünden.
Im Februar 2022 unterzeichnete sie einen Appell mehrerer Dutzend russischer Künstler und Schriftsteller, in dem der Überfall der russischen Streitkräfte auf die Ukraine als „Schande“ bezeichnet und ein sofortiges Ende der Kämpfe gefordert wurde. Sie schrieb selber dazu: 

„Der Wahnsinn eines Mannes und seiner treuen Helfer lenkt das Schicksal des Landes. Man kann nur darüber spekulieren, was in fünfzig Jahren darüber in den Geschichtsbüchern geschrieben wird. Schmerz, Angst, Scham – das sind die Gefühle von heute. Scham, weil die Verantwortung der Führung unseres Landes bei der Schaffung dieser Situation, die mit großen Katastrophen für die ganze Menschheit behaftet ist, offensichtlich ist. Es ist notwendig, (...) den Propagandalügen entgegenzutreten, die von allen Medien über unsere Bevölkerung ausgegossen werden.“

Nach dem russischen Überfall auf die Ukraine drängte sie ihr Sohn, Russland zu verlassen. Seit Anfang März 2022 lebt sie mit ihrem Ehemann in Berlin.
Weil sich Ulizkaja nach Aussage des russischen Justizministeriums „gegen den militärischen Spezialeinsatz in der Ukraine gewandt“ hat und „Propaganda für LGBT-Beziehungen betrieben“ hat, wurde sie im Frühjahr 2024 in Russland als „Ausländische Agentin“ eingestuft.
Ulizkaja ist in dritter Ehe mit dem Bildhauer Andrei Nikolajewitsch Krassulin verheiratet.

## Werk

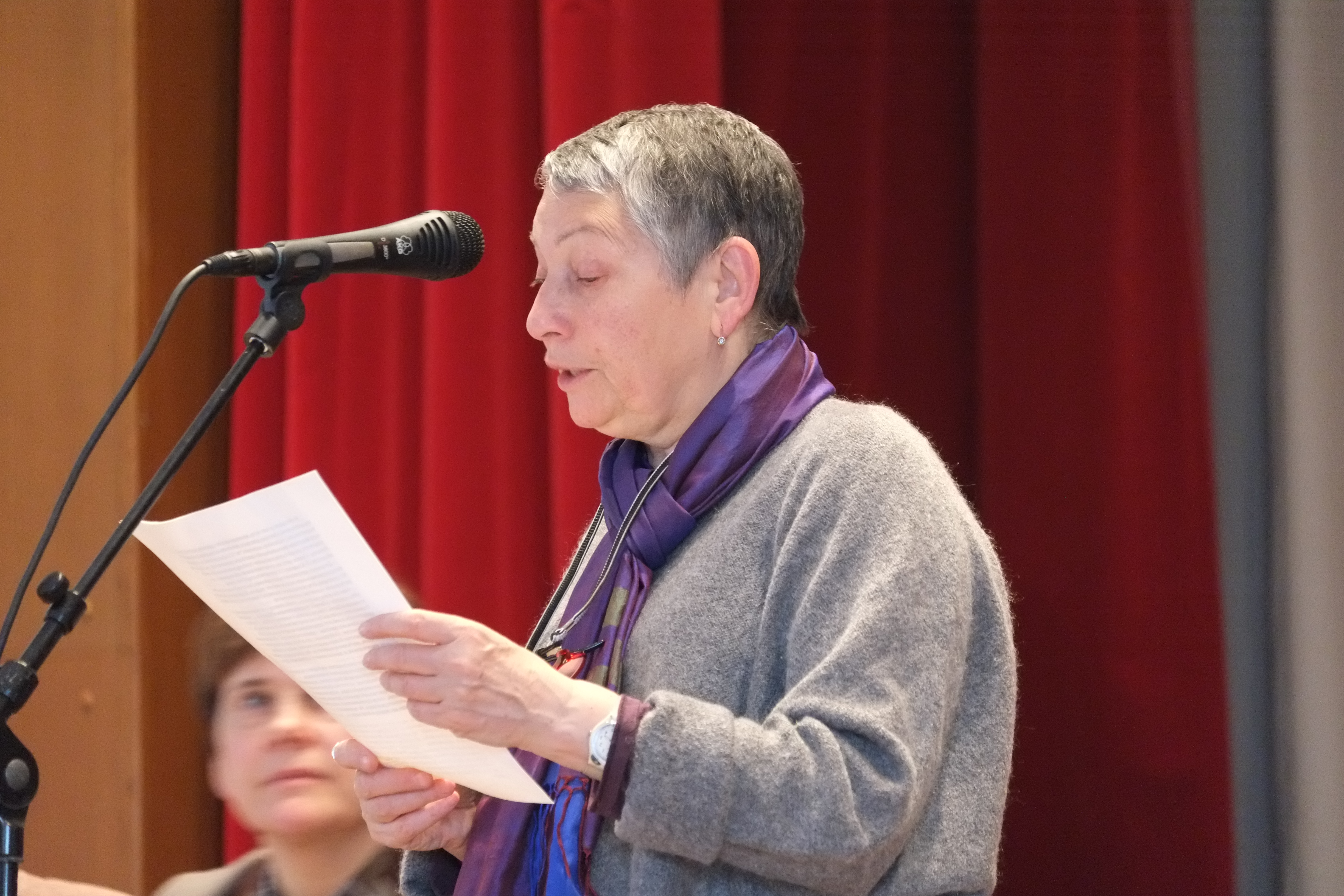
Ljudmila Ulizkaja im März 2014 beim Antikriegs-Kongress in Moskau

In ihren Erzählungen sind Alltagshelden durch Schicksalsfäden aufs Engste miteinander verbunden. Sie leben in einem Durcheinander aus Leidenschaft und Grausamkeit des Alltags und sie vergraben sich in ihr Leben. Die Schicksalsfäden entwirren sich, wenn die Geschichten vorwärts und rückwärts zergliedert werden. Versuche, Ulizkajas Werke einem Genre zuzuordnen, kommentiert die Autorin mit: „Sollen sie halt!“
Ulizkaja wird als eine unbestechliche Autorin gewürdigt. Auf eindringliche Weise führe sie die russische und die jüdische Erzähltradition mit moderner Erzählkunst zusammen, so heißt es in der Begründung für die Auszeichnung mit dem Österreichischen Staatspreis für Europäische Literatur, der jährlich für das literarische Gesamtwerk einer europäischen Autorin bzw. eines Autors vergeben wird.
In ihrem Roman Daniel Stein (2010) setzte Ulizkaja die historische Vorlage des Lebens von Daniel Rufeisen in Form einer literarischen Collage um. Im Vorwort schreibt Ulizkaja: „Im Buch werden zahlreiche Dokumente zitiert, einige davon habe ich erfunden. Mir war es wichtiger, der literarischen Wahrhaftigkeit zu folgen als der historischen Wahrheit.“ Laut Ulizkajas deutscher Übersetzerin Ganna-Maria Braungardt wurde eine Passage aus dem Roman, die sich als antisemitisch deuten lässt, vom Lektorat verändert.
2023 wurden russische Buchhandlungen und Bibliotheken angewiesen, die Werke Ulizkajas aus dem Angebot zu nehmen. Das Kulturministerium in Moskau dementierte allerdings, dass es Listen mit „verbotenen Büchern“ gebe.

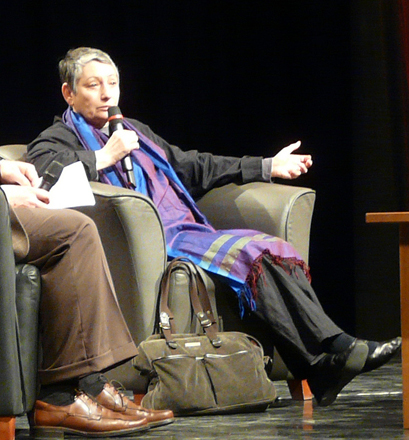
Ljudmila Ulizkaja 2009 als Ehrengast beim 16. Internationalen Bücherfestival, Millenáris, Budapest

## Buchpublikationen
Die Werke wurden, wenn nachfolgend nicht anders angegeben, von Ganna-Maria Braungardt ins Deutsche übersetzt.
- 1992: Сонечка / Sonetschka.
  - Sonetschka: eine Erzählung. Volk und Welt, Berlin 1992, ISBN 978-3-353-01116-9.
- 1996: Медея и её дети / Medeja i ejo deti.
  - Medea und ihre Kinder. Volk und Welt, Berlin 1997, ISBN 978-3-353-01077-3.
- 1998: Весёлые похороны / Wessjolyje pochorony.
  - Ein fröhliches Begräbnis. Volk und Welt, Berlin 1998, ISBN 978-3-353-01133-6.
- 2000: Казус Кукоцкого / Kasus Kukozkogo.
  - Reise in den siebenten Himmel. Volk und Welt, Berlin 2001, ISBN 3-353-01183-8; Taschenbuch: btb Verlag, München 2003, ISBN 3-442-72828-2
- 2003: Сквозная линия / Skwosnaja linija.
  - Die Lügen der Frauen. Hanser, München / Wien 2003 / Taschenbuch: dtv, München 2005, ISBN 978-3-423-13372-2.
- 2003: Детство сорок девять / Detstwo sorok dewjat.
  - Ein glücklicher Zufall und andere Kindergeschichten. Hanser, München / Wien 2005, ISBN 978-3-446-20603-8.
- 2004: Искренне Ваш Шурик / Iskrenne Wasch Schurik.
  - Ergebenst, euer Schurik. Hanser, München / Wien 2005, ISBN 978-3-446-20665-6; Taschenbuch: dtv, München 2008, ISBN 978-3-423-13626-6.
- 2005: Люди нашего царя / Ljudi naschego zarja.
  - Maschas Glück. Hanser, München 2007, ISBN 978-3-446-20925-1; Taschenbuch: dtv, München 2009, ISBN 978-3-423-13809-3.
- 2006: Даниэль Штайн, переводчик / Daniel Schtain, perewodtschik.
  - Daniel Stein. Hanser, München 2009, ISBN 978-3-446-23279-2; Taschenbuch: dtv, München 2011, ISBN 978-3-423-13948-9.
- 2010: Зелёный шатёр / Seljony schatjor.
  - Das grüne Zelt. Hanser, München 2012, ISBN 978-3-446-23987-6; Taschenbuch: dtv, München 2014, ISBN 978-3-423-14338-7.
- 2012: Священный мусор / Swjaschtschenny mussor.
  - Die Kehrseite des Himmels, Hanser, München 2015, ISBN 978-3-446-24728-4; Taschenbuch: dtv, München 2016, ISBN 978-3-423-14514-5.
- 2015: Лестница Якова / Lestniza Jakowa.
  - Jakobsleiter. Hanser, München 2017, ISBN 978-3-446-25653-8; Taschenbuch: dtv, München 2020, ISBN 978-3-423-14753-8.
- 2020: Просто чума / Prosto tschuma.
  - Eine Seuche in der Stadt. Szenario. Hanser, München 2021. ISBN 978-3-446-26966-8.
- 2022: О теле души / O tele duschi.
  - Alissa kauft ihren Tod. Erzählungen. Hanser, München 2022. ISBN 978-3-446-26965-1.
- 2023: Забыть о память / Sabyt o pamjat.
  - Die Erinnerung nicht vergessen, aus dem Russischen von Ganna-Maria Braungardt und Christina Links, München: Hanser, 2023, ISBN 978-3-446-27630-7

## Autobiografische Texte
- „Meine Geschichte. Meine Geschichten.“ In: Ljudmila Ulitzkaja „Ich kann Politik überhaupt nicht leiden, aber die Situation zwingt mich dazu, politisch zu sein.“ Aus dem Französischen von Jürgen Strasser. In: Xing – ein Kulturmagazin (Linz), Heft 23, 2012, S. 6–15 Inhaltsverzeichnis des Heftes.
- Kleinbürger-Ameisen und Libellen der Bohème. Deutsch von Ganna-Maria Braungardt, in: Süddeutsche Zeitung, 23. Februar 2013, S. 17 (Autobiografischer Text über ihre familiäre Herkunft)

## Auszeichnungen (Auswahl)
- 1996: Prix Médicis, Frankreich, für die Erzählung Sonetschka[10]
- 2001: Russischer Booker-Preis
- 2005: Jugendbuch des Monats (Deutsche Akademie für Kinder- und Jugendliteratur)
- 2006: Penne Preis, Italien
- 2007: Bolschaja-Kniga-Preis, Russland, für Daniel Stein, Übersetzer
- 2008: Premio Grinzane Cavour, Italien
- 2008: Aleksandr-Men-Preis, Diözese Rottenburg-Stuttgart
- 2011: Prix Simone de Beauvoir pour la liberté des femmes
- 2012: Park-Kyung-ni-Literaturpreis
- 2014: Österreichischer Staatspreis für Europäische Literatur
- 2014: Offizier der französischen Ehrenlegion
- 2020: Siegfried Lenz Preis (Preisverleihung im März 2021)[16]
- 2021: Preis der Moskauer-Helsinki-Gruppe in der Kategorie „Für die Verteidigung der Menschenrechte mit den Mitteln der Kultur und Kunst“[17]
- 2023: Erich-Maria-Remarque-Friedenspreis[18]
- 2023: Günter-Grass-Preis[19]

## Rezensionen und Sekundärliteratur in deutscher und englischer Sprache

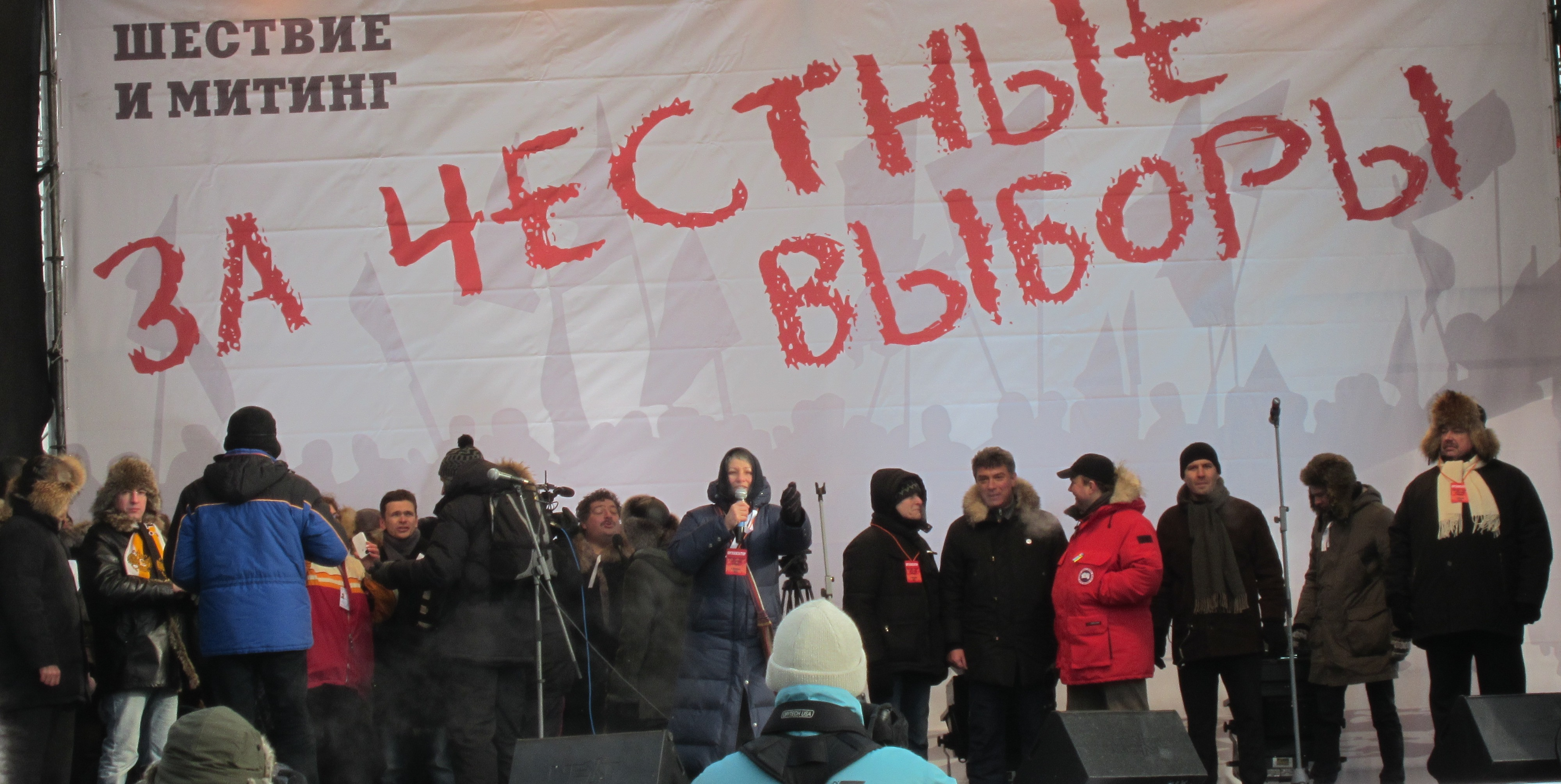
Ljudmila Ulizkaja im Februar 2012 am Mikrofon während der Kundgebung auf dem Bolotnaya-Platz in Moskau

(Jüngste zuerst)
- Biographische Notiz und Zusammenfassung von Rezensionen auf Perlentaucher
- Masha Gessen, The Weight of Words. One of Russia’s most famous writers confronts the state, in: The New Yorker, 6. Oktober 2014, in englischer Sprache
- Themenheft Ljudmila Ulitzkaja. „Ich kann Politik überhaupt nicht leiden, aber die Situation zwingt mich dazu, politisch zu sein.“ Xing – ein Kulturmagazin, Heft 23, 2012 (Leseproben pdf)
- Melvin Jules Bukiet: Book World: ‘Daniel Stein, Interpreter’ reviewed, washingtonpost.com, 10. Mai 2011
- Catriona Kelly, [Rezension von Daniel Stein. Interpreter], Times Literary Supplement, 9. September 2011[20]
- Felix Philipp Ingold, Für ein neues Israel. «Daniel Stein» – Ljudmila Ulitzkaja legt einen Thesenroman zum jüdisch-christlichen Verhältnis vor, nzz.ch, 4. April 2009
- „Wahrnehmen eines moralischen Impulses.“ Verleihung des Aleksandr-Men-Preises 2008 an Ljudmila Ulitzkaja. (Aufsatzsammlung) Abraham Peter Kustermann (Hrsg.), 57 S., Akademie der Diözese Rottenburg-Stuttgart, Stuttgart 2009, ISBN 978-3-926297-99-0
- Kathrin Chachanidze: Zerrbilder des Weiblichen und Jüdischen: Das Andere in Texten Ljudmila Ulickajas und Mariam Juzefovskajas (Open Access). Dissertation 2005